# Chens-sur-Léman
Chens-sur-Léman är en kommun i departementet Haute-Savoie i regionen Auvergne-Rhône-Alpes i sydöstra Frankrike. Kommunen ligger i kantonen Douvaine som tillhör arrondissementet Thonon-les-Bains. År 2022 hade Chens-sur-Léman 3 005 invånare.

## Befolkningsutveckling
Antalet invånare i kommunen Chens-sur-Léman
| Referens: INSEE |